# Olimpíada de xadrez para mulheres
A Olimpíada de xadrez para mulheres ou Olimpíada de xadrez feminina é uma competição esportiva para equipes organizada pela FIDE desde 1957 no qual equipes compostas exclusivamente por mulheres competem por medalhas de ouro, prata e bronze. Desde o ano de 1984, a competição é realizada em conjunto com as Olimpíadas de xadrez, que é considerada a versão para homens, apesar do evento ser aberto para ambos os sexos. A União Soviética detém a quantidade recorde de onze medalhas de ouro.

## Mesa de medalhas
| Ano  | Evento                                 | Sede            | Ouro                | Prata               | Bronze                |
| ---- | -------------------------------------- | --------------- | ------------------- | ------------------- | --------------------- |
| 1957 | 1° Olimpíada de Xadrez Femenina        | Emmen           | União Soviética 10½ | Roménia 10½         | Alemanha Oriental 10  |
| 1963 | 2° Olimpíada de Xadrez Femenina        | Split           | União Soviética 25  | Jugoslávia 24½      | Alemanha Oriental 21  |
| 1966 | 3° Olimpíada de Xadrez Femenina        | Oberhausen      | União Soviética 22  | Roménia 20½         | Alemanha Oriental 17  |
| 1969 | 4° Olimpíada de Xadrez Femenina        | Lublin          | União Soviética 26  | Hungria 20½         | Checoslováquia 19     |
| 1972 | 20° Olimpiada de Xadrez (5° Femenina)  | Skoplie         | União Soviética 11⅓ | Roménia 8½          | Hungria 8             |
| 1974 | 6° Olimpíada de Xadrez Femenina        | Medellín        | União Soviética 13½ | Roménia 13½         | Bulgária 13           |
| 1976 | 22° Olimpíada de Xadrez (7° Femenina)  | Haifa           | Israel 17           | Inglaterra 11½      | Espanha 11½           |
| 1978 | 23° Olimpíada de Xadrez (8° Femenina)  | Buenos Aires    | União Soviética 16  | Hungria 11          | Alemanha Ocidental 11 |
| 1980 | 24° Olimpíada de Xadrez (9° Femenina)  | Valeta          | União Soviética 32½ | Hungria 32          | Polónia 26½           |
| 1982 | 25° Olimpíada de Xadrez (10° Femenina) | Lucerna         | União Soviética 33  | Roménia 30          | Hungria 26            |
| 1984 | 26° Olimpíada de Xadrez (11° Femenina) | Salónica        | União Soviética 32  | Bulgária 27½        | Roménia 27            |
| 1986 | 27° OLimpíada de Xadrez (12° Femenina) | Dubai           | União Soviética 33½ | Hungria 29          | Roménia 28            |
| 1988 | 28° Olimpíada de Xadrez (13° Femenina) | Salónica        | Hungria 33          | União Soviética 32½ | Jugoslávia 28         |
| 1990 | 29° Olimpíada de Xadrez (14° Femenina) | Novi Sad        | Hungria 35          | União Soviética 35  | China 29              |
| 1992 | 30° Olimpíada de Xadrez (15° Femenina) | Manila          | Geórgia 30½         | Ucrânia 29          | China 28½             |
| 1994 | 31° Olimpíada de Xadrez (16° Femenina) | Moscou          | Geórgia 32          | Hungria 31          | China 27              |
| 1996 | 32° Olimpíada de Xadrez (17° Femenina) | Yerevan         | Geórgia 30          | China 28½           | Rússia 28½            |
| 1998 | 33° Olimpiada de Xadrez (18° Femenina) | Elista          | China 29            | Rússia 27           | Geórgia 27            |
| 2000 | 34° Olimpíada de Xadrez (19° Femenina) | Istambul        | China 32            | Geórgia 31          | Rússia 28½            |
| 2002 | 35° Olimpíada de Xadrez (20° Femenina) | Bled            | China 29½           | Rússia 29           | Polónia 28            |
| 2004 | 36° Olimpíada de Xadrez (21° Femenina) | Calviá          | China 31            | Estados Unidos 28   | Rússia 27½            |
| 2006 | 37° Olimpíada de Xadrez (22° Femenina) | Turim           | Ucrânia 29½         | Rússia 28           | China 27½             |
| 2008 | 38° Olimpíada de Xadrez (23° Femenina) | Dresden         | Geórgia 18          | Ucrânia 18          | Estados Unidos 17     |
| 2010 | 39° Olimpíada de Xadrez (24° Femenina) | Khanty-Mansiysk | Rússia 22           | China 18            | Geórgia 16            |
| 2012 | 40° Olimpíada de Xadrez (25° Femenina) | Istambul        | Rússia 19           | China 19            | Ucrânia 18            |
| 2014 | 41° Olimpíada de Xadrez (26° Femenina) | Tromsø          | Rússia 20           | China 18            | Ucrânia 18            |
| 2016 | 42° Olimpíada de Xadrez (27° Femenina) | Baku            | China 20            | Polonia 17          | Ucrânia 17            |
| 2018 | 43° Olimpíada de Xadrez (28° Femenina) | Batumi          | China 18            | Ucrânia 18          | Geórgia 17            |
| 2022 | 44° Olimpíada de Xadrez (29° Femenina) | Chennai         | Ucrânia 18          | Geórgia 18          | Índia 17              |
| 2024 | 45° Olimpíada de Xadrez (30° Femenina) | Budapest        | Índia 19            | Cazaquistão 18      | Estados Unidos 17     |